# Dispositivo de estanqueidade vascular
| Dispositivo de estanqueidade vascular                         |
| ------------------------------------------------------------- |
|                                                               |
| Informações                                                   |
| Nome completo: dispositivo de estanqueidade vascular          |
| Campo da medicina: hemodinâmica                               |
| Tipo de intervenção: Procedimento minimamente invasivo        |
| Primeira aplicação: início da década de 1990                  |
| Aviso médico                                                  |
| Enfatiza-se a leitura de A Wikipédia não dá conselhos médicos |

Dispositivos de estanqueidade vascular são dispositivos médicos utilizados para obter a hemostasia das pequenas incisões que permanecem na parede da artéria após um procedimento cardiovascular de cirurgia endovascular que requer um cateterismo.
Os procedimentos cardiovasculares que requerem cateterismo incluem procedimentos que ajudam a diagnosticar vasos sanguíneos obstruídos e procedimentos de intervenção, tais como angioplastia, implantação de stents e  trombectomia.
Durante esses procedimentos, uma pequena incisão é feita e um furo é criado na artéria para obter o acesso ao vaso, com a utilização de um punção. Concluído o procedimento, o orifício remanescente precisa ser fechado.

## Objetivos
O objetivo principal de um dispositivo de estanqueidade vascular é proporcionar hemostasia rápida da artéria, bem como reduzir as complicações no local da incisão. Os dispositivos de estanqueidade também ajudam a reduzir o tempo de recuperação e alta hospitalar. Além disso, são mais confortáveis para o paciente em comparação com a compressão manual.

## Histórico
Antes do desenvolvimento dos dispositivos de estanqueidade, o método principal para fechar a artéria femoral era a compressão manual. A compressão manual envolve até trinta minutos de pressão manual ou grampos mecânicos aplicados diretamente na virilha do paciente, o que é muito doloroso, seguido de até oito horas de repouso na sala de recuperação hospitalar.
Os dispositivos de estanqueidade foram introduzidos no início da década de 1990, em um esforço para reduzir o tempo de hemostasia, possibilitar a locomoção mais rapidamente e melhorar o conforto do paciente. Inicialmente, os dispositivos baseavam-se em tecnologias que envolviam uma sutura ou um tampão de colágeno. Estas tecnologias são eficazes para fechar o orifício; no entanto, muitas vezes deixavam resíduos na artéria, o que poderia causar complicações. Além disso, essas tecnologias não conseguiram diminuir significativamente a dor do paciente.
Métodos mais recentes para fechar a incisão envolvem o uso de novos materiais que são absorvidos pelo organismo em um curto período de tempo, como o polietilenoglicol. Essas tecnologias incorporaram uma aplicação do material menos agressiva, externamente à artéria e evitam o uso de componentes intravasculares, melhorando o conforto do paciente.